# Universidad Virtual del Estado de Michoacán
La Universidad Virtual del Estado de Michoacán (UNIVIM) es una institución de educación superior pública mexicana creada por el gobierno del estado de Michoacán, especializada en la modalidad en línea. Dentro de su oferta educativa ofrece licenciaturas, maestrías, doctorados, especialidades, diplomados y cursos. 

## Historia
El proyecto para conformar la Universidad Virtual del Estado de Michoacán se puso en marcha en 2010, a solicitud del gobernador del estado, el maestro Leonel Godoy Rangel, en pleno cumplimiento con el Plan Estatal de Desarrollo 2008-2012 y con las reformas realizadas a los artículos 138 y 139 de la constitución política de Michoacán. La universidad respondía a las necesidades de aumentar la oferta de educación superior en el estado, así como de ajustarse al uso de la tecnología en el campo de la educación, con el fin de acelerarla y flexibilizarla y, así, maximizar sus recursos.
Sería un equipo de profesionales conformado por la Secretaría de Educación del Estado quienes se encargarían de proyectar una universidad que pudiera estar disponible en todos lados para quienes desearan seguir con sus estudios. Para no competir con otras universidades en el estado, formularon una oferta educativa que les permitiera a los estudiantes autoemplearse, de modo que pudieran generar bienestar y desarrollo en sus localidades.
En el mes de noviembre de 2010 se inició un curso de formación por parte de la Subsecretaría de Educación Media Superior y Superior para capacitar a los tutores que se emplearían en la institución. Finalmente, el 17 de enero de 2011, la Universidad Virtual del Estado de Michoacán fue creada mediante el Decreto n.º 85 publicado en el Periódico Oficial del Estado de Michoacán de Ocampo, como un «Organismo Público Descentralizado de la Administración Pública Estatal, con personalidad jurídica y patrimonio propios y tiene como objeto, impartir servicios educativos de calidad, diseñar, desarrollar, evaluar y actualizar sus planes y programas de estudio».
Al principio ofrecía cinco licenciaturas, seis diplomados y una maestría, oferta que aumentó a fin de año, cuando incluyeron tres diplomados y tres especialidades. Al año siguiente se incorporaron un programa de licenciatura, cuatro diplomados y cinco especialidades; además, se pusieron en servicio las Unidades Virtuales de Extensión Universitaria (UVEU) que tienen el propósito de dotar de un espacio de computadoras con internet en la localidad de los estudiantes que no cuenten con esos servicios. El 2 de marzo de 2015 se reformaron algunos artículos del Decreto de Creación de la institución, lo que permitió la impartición de cursos (14 en total, en línea y en presencial). Entre 2015 y 2017 se aumentó más la oferta educativa, con dos nuevas maestrías, cinco especialidades, once diplomados, y un primer programa de doctorado.
Actualmente, en 2024, la Universidad Virtual del Estado de Michoacán cuenta con ocho facultades, catorce licenciaturas, veinticinco maestrías, cinco doctorados, veintitrés especialidades, diez diplomados y veintinueve cursos.